# Ozalid
Ozalid – materiał światłoczuły uczulony związkami dwuazowymi, wykorzystywany w drukarstwie, a dawniej w architekturze i inżynierii do kopiowania. Ma szary kolor (kiedyś fioletowy).
W poligrafii ozalidy oznaczały próbne (robocze) wydruki przeznaczone do sprawdzenia przez klienta, wykonane techniką ozalidową z materiałów światłoczułych (klisz), z których, po akceptacji i wprowadzeniu poprawek, naświetlane były ostateczne formy drukowe (tzw. blachy) do druku offsetowego.
Obecnie ozalidem potocznie (lecz mylnie, ponieważ w procesie tym nie wykorzystuje się papieru ozalidowego) nazywa się wydruki próbne na podstawie plików elektronicznych z materiałami do druku. Pliki te, przygotowane przez studio graficzne zleceniodawcy lub drukarni, po montażu elektronicznym, zostają zrastrowane przy użyciu docelowego RIPa, a następnie wydrukowane na ploterze atramentowym i (opcjonalnie) złożone w składki, co pozwala sprawdzić poprawność wszystkich ustawień w nadesłanych plikach, położenie np. reklam, spadów itp.